# تیر ۱۳۹۲
تیر ۱۳۹۲، چهارمین ماه سال ۱۳۹۲ هجری خورشیدی است.
آغاز آن شنبه، ۱ تیر ۱۳۹۲ برابر با ۲۲ ژوئن ۲۰۱۳ میلادی است.